# ビスマーク山脈
ビスマーク山脈（Bismarck Range）は、パプアニューギニアの中央、セントラル山脈（Central Range）やカリウス山脈（Karius Range）など4,000m級の山々が連なる内の1つの山脈である。ドイツ語読みでビスマルク山脈とも言う。名称はオットー・フォン・ビスマルクにちなむ。第一次世界大戦まで統治していたドイツ（ドイツ領ニューギニア）の名称の名残である。西はマオケ山脈に連なり、東はオーエンスタンレー山脈に連なる。最高所はウィルヘルム山(4,509m)。